# Nu Scorpii

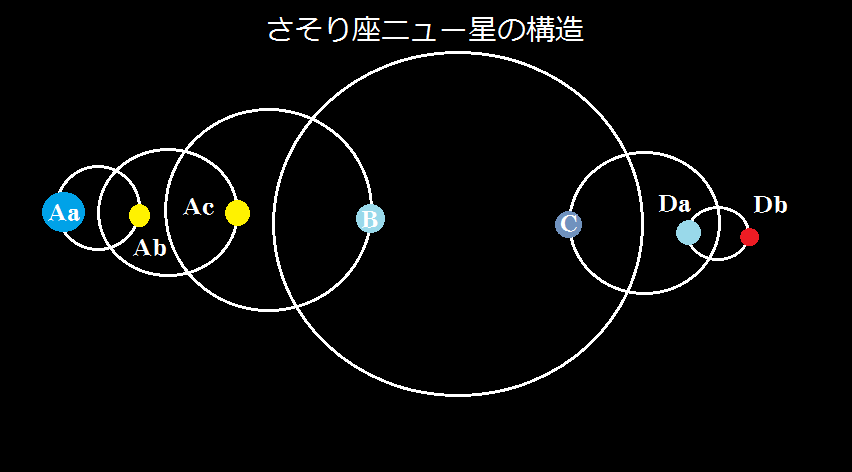
Sistema Nu Scorpii.

Jabbah (ν Sco / ν Scorpii) es un sistema estelar de la constelación de Scorpius, su nombre proviene del árabe y significa "frente".
El sistema está formado por cinco estrellas separadas en dos grupos por 41 segundos de arco.
El primer grupo está formado por Nu Scorpii A, una binaria espectroscópica, y por Nu Scorpii B a una distancia de 1.3 segundos de arco.
El segundo grupo está formado por Nu Scorpii C  y Nu Scorpii D separadas por 2.4 segundos de arco.
Jabbah es la estrella que causa la nebulosa de la reflexión catalogada como IC 4592. Este tipo de nebulosas se componen del polvo muy fino y normalmente son oscuras, pero si tienen próximas estrellas muy energéticas pueden parecer azules al reflejar la luz de las mismas.
- Datos: Q165577